# Zwartkopspringaap
De zwartkopspringaap (Callicebus personatus)  is een zoogdier uit de familie van de sakiachtigen (Pitheciidae) dat uitsluiten in het oosten van Brazilië voorkomt. De wetenschappelijke naam van de soort werd voor het eerst geldig gepubliceerd door Étienne Geoffroy Saint-Hilaire in 1812.

## Voorkomen
De soort komt voor in het zuidoosten van Brazilië.